# Fabio Biondi (patriarca)
Fabio Biondi (Montalto delle Marche, 1533 – Roma, 6 dicembre 1618) è stato un patriarca cattolico italiano, patriarca titolare di Gerusalemme dal 1588 fino alla morte, avvenuta nel 1618.

## Biografia
Fu fino al 1567 parroco della chiesa di Santa Maria ad Collem di Montalto delle Marche.
Venne chiamato a Roma da papa Sisto V in qualità di precettore del nipote Alessandro.
Nel 1588 fu nominato patriarca titolare di Gerusalemme, in seguito nel 1592 collettore apostolico in Portogallo.
Risulta Maestro di Camera del Mons. Girolamo Agucchi, Maggiordomo del Card. Pietro Aldobrandini,  il 15 marzo del 1603 (Urb.lat. 1071, anno 1603, c. 142 r).
Si adoperò per la fondazione del monastero di Santa Chiara ed istituì con testamento del 1614 l'Opera Pia Biondi per la dotazione di zitelle povere e oneste.

## Genealogia episcopale e successione apostolica
La genealogia episcopale è:
- Cardinale Guillaume d'Estouteville, O.S.B.Clun.
- Papa Sisto IV
- Papa Giulio II
- Cardinale Raffaele Riario
- Papa Leone X
- Papa Clemente VII
- Cardinale Antonio Sanseverino, O.S.Io.Hier.
- Cardinale Giovanni Michele Saraceni
- Papa Pio V
- Cardinale Innico d'Avalos d'Aragona, O.S.Iacobi
- Cardinale Scipione Gonzaga
- Patriarca Fabio Biondi

La successione apostolica è:
- Vescovo António de Sousa, O.P. (1595)
- Arcivescovo Alexeu de Jesu De Menses, O.S.A.(1595)
- Vescovo Miguel Rangel, O.F.M.Cap. (1596)
- Papa Urbano VIII (1604)
- Vescovo Giacomo Candido(1606)
- Cardinale Michelangelo Tonti (1608)
- Vescovo Giovanni Francesco Leone (1608)